# Vipphortensia
Vipphortensia (Hydrangea paniculata) är en växtart inom hortensiasläktet och familjen hortensiaväxter. Arten förekommer naturligt i Kina, Japan och på den ryska ön Sachalin. Arten odlas i Sverige som trädgårdsväxt och är, beroende på sort, härdig upp till zonerna III-VI.
Vipphortensia är en lövfällande buske eller mindre träd, 1-5 meter hög. Grenarna är mörkt brun till svart-bruna, håriga till nästan kala. De kilformniga bladen sitter motsatta eller tre i krans, bladskaften blir 1-3 cm, bladskivan är äggrund till elliptisk med tandad kant, 5-14 × 6-6,5 cm, pappersliknande med kal eller strävhårig ovansida. Bladbasen är avrunda och bladspetsen spetig. Blommorna sitter i ett pyramidalt vippliknande knippe som kan bli upp till 26 cm. De sterila blommorna är upp till 4 cm i diameter, vita och har fyra foderblad. De fertila blommorna är vita. Trädgårdsformer saknar ibland fertila blommor. Frukten är en kapsel. Arten blommar i juli-augusti.